# ماریا کوستی
ماریا کوستی (اسپانیایی: María Kosti‎؛ زادهٔ ۲۹ آوریل ۱۹۵۱) بازیگر اهل اسپانیا است.
از فیلم‌های او می‌توان به کاروسل حوالی ۱۹۵۰ اشاره کرد.